# Botlek
Le Botlek est un port et une zone industrielle de Rotterdam, construit entre 1954 à 1960 dans le port de Rotterdam ; c'est également le nom d'une voie navigable de cette zone. Le port Botlek est situé à l'ouest de la Vieille Meuse, entre la Scheur et l'autoroute A15. La partie nord-ouest de cette zone se trouve sur l'ancienne île de Rozenburg ; le sud-est de la zone est situé sur ce qui était autrefois l'île Welplaat.

## Toponymie
La zone est nommée d'après le Botlek, une partie de la Nouvelle Meuse. Selon le dictionnaire Woordenboek de Nederlandsche Taal, le toponyme de Botlek réfère à une « fuite » (lek) dans le courant de la marée entrant dans la Meuse où de nombreux bateaux (bot) ont été piégés. Selon le dictionnaire géographique de Van der Aa, Botlek est un pré salé sur le côté ouest de l'ancienne île de la Welplaat.
L'ancienne voie navigable qui passait dans le centre de la tranchée de la zone Botlek est toujours appelée Botlek.

## Construction
En 1947, le port de Rotterdam cherche à se développer au-delà du centre ville de Rotterdam. Le plan Botlek (botlekplan) est présenté: De l'autre côté de la Vieille Meuse, une superficie de 750 ha disponibles peut être convertie en zone constructible. La municipalité attend 15 ans avant d'approuver ce plan. La construction du pont Botlek (Botlekbrug) est retardée et ce n'est qu'à son achèvement, le 29 juin 1955, que la mise en œuvre de la zone a véritablement commencé. Dans l'intervalle, les plans ont été plusieurs fois réajustés. L'une des principales raisons de ces changements est que les pétroliers que le port devait être en mesure d'accueillir, sont de plus en plus grands. Durant la Seconde Guerre mondiale, les tankers de 16 000 tonnes étaient la norme. Entre-temps, les tankers transportent 30 000 tonnes dans leurs soutes et certains considèrent que ce chiffre pourrait monter à 45 000 tonnes. Durant la construction du Botlek, les plans sont de pouvoir accueillir des tankers de 65 000 tonnes avec un tirant d'eau de 12 m. Le Botlek est construit entre 1954 et 1960.
Le mot d'ordre de ces constructions d'après-guerre est le gigantisme. Ainsi quelques années plus tard, en 1985, le port Mississippi de Maasvlakte est construit avec une profondeur de 23 m pour accueillir des tankers de 350 000 tonnes. La construction du Botlek est suivie en effet de la construction de l'Europort, puis des Maasvlakte 1 et Maasvlakte 2.

## Industries
La zone portuaire et industrielle du Botlek est caractérisée par ses industries pétrochimiques et leurs services d'entrepôt, et le stockage de marchandises sèches en vrac. Dow Chemical est la première entreprise installée, en 1956, suivie en 1957 de l'entreprise de construction navale Cornelis Verolme. En 1960, toutes les terrains disponibles sont occupés. Les établissements Dow ont été ensuite repris en charge par LBC. L'ancien chantier naval de Verolme est aujourd'hui, en majeure partie, utilisé comme une zone de réparation navale et en particulier pour l'industrie offshore.

## Blankenburg
La zone autour de la Brittanniëhaven et la Seinehaven sur l'île de Rozenburg, au-delà de l'autoroute A15, est considéré par certains comme faisant partie du Botlek. S'y trouvent également des industries pétro-chimiques, mais également des entreprises de transport de voitures. Cette zone, autrefois abritant le village de Blankenburg, a été construite lors de l'extension ultérieure du port, et faire partie de l'Europort Est. Les premières entreprises à s'y installer, en 1961, sont Wescon et une branche de ICI (repris par Huntsman).

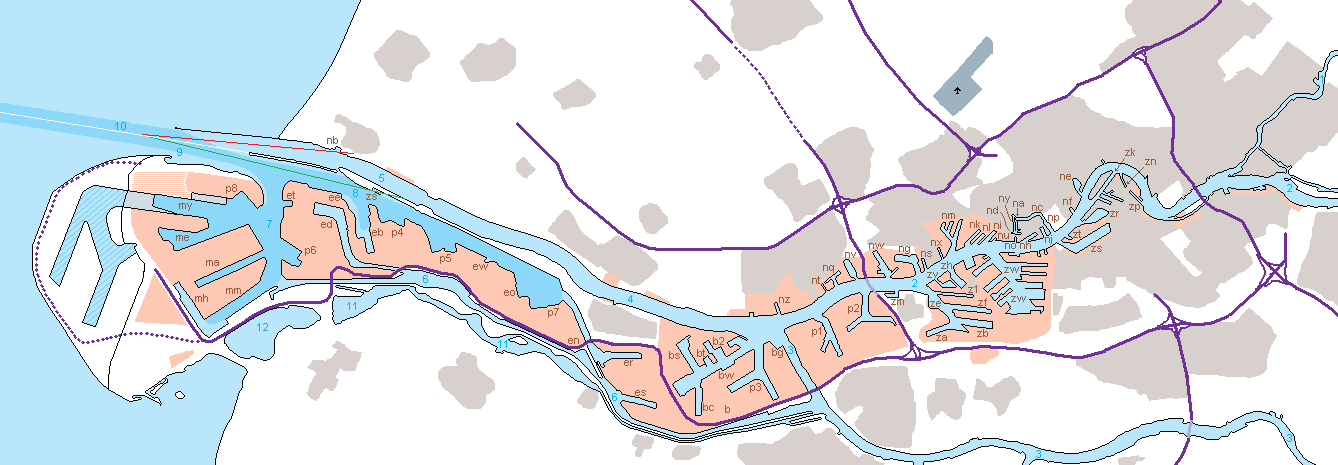
Ensembles de ports formant le Port de Rotterdam. Les parties du Botlek portent les abréviations commençant par "b".

## Galerie

Botlek
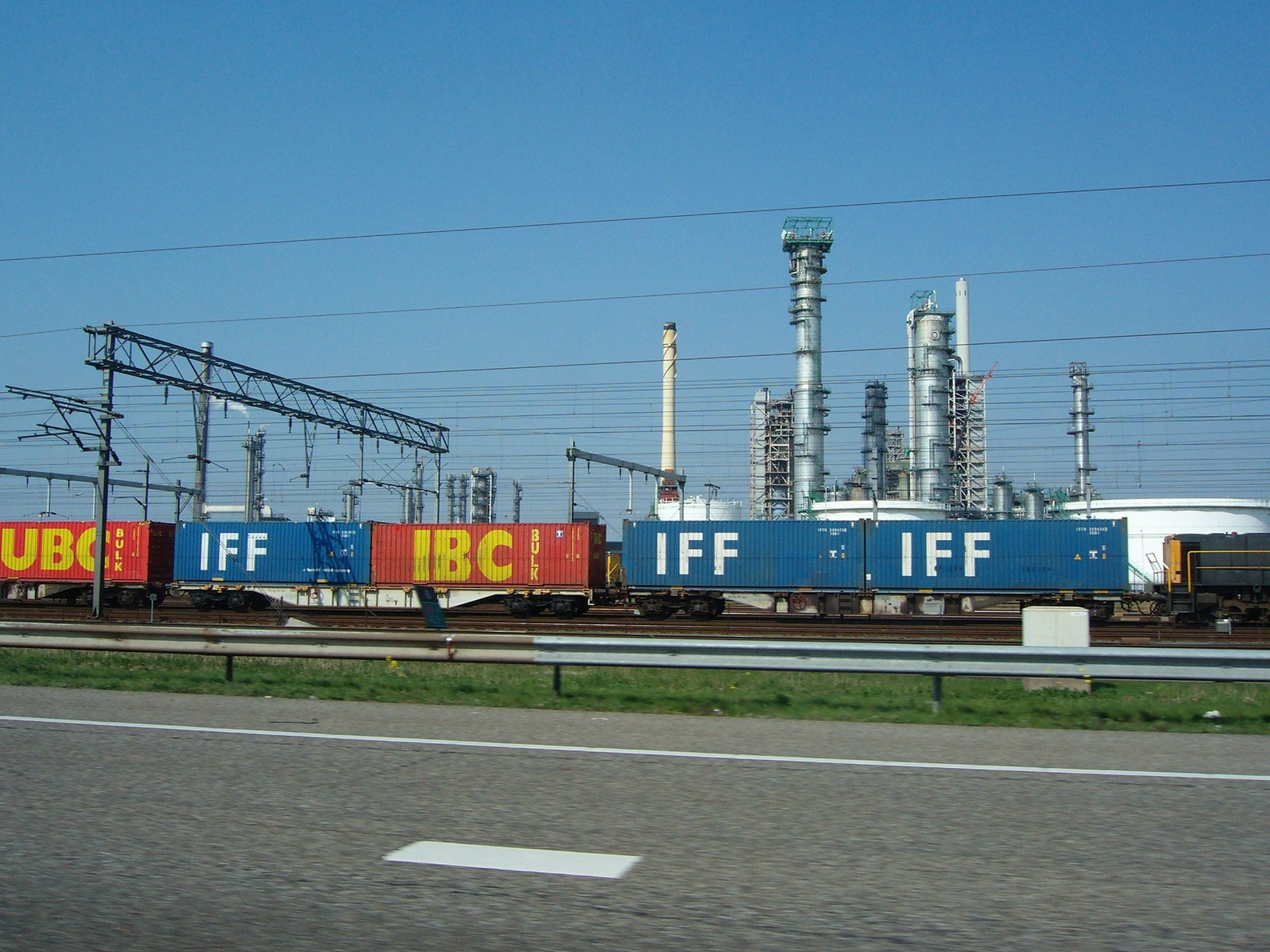
Le Botlek avec la ligne ferroviaire Havenspoorlijn et la raffinerie d'ExxonMobil
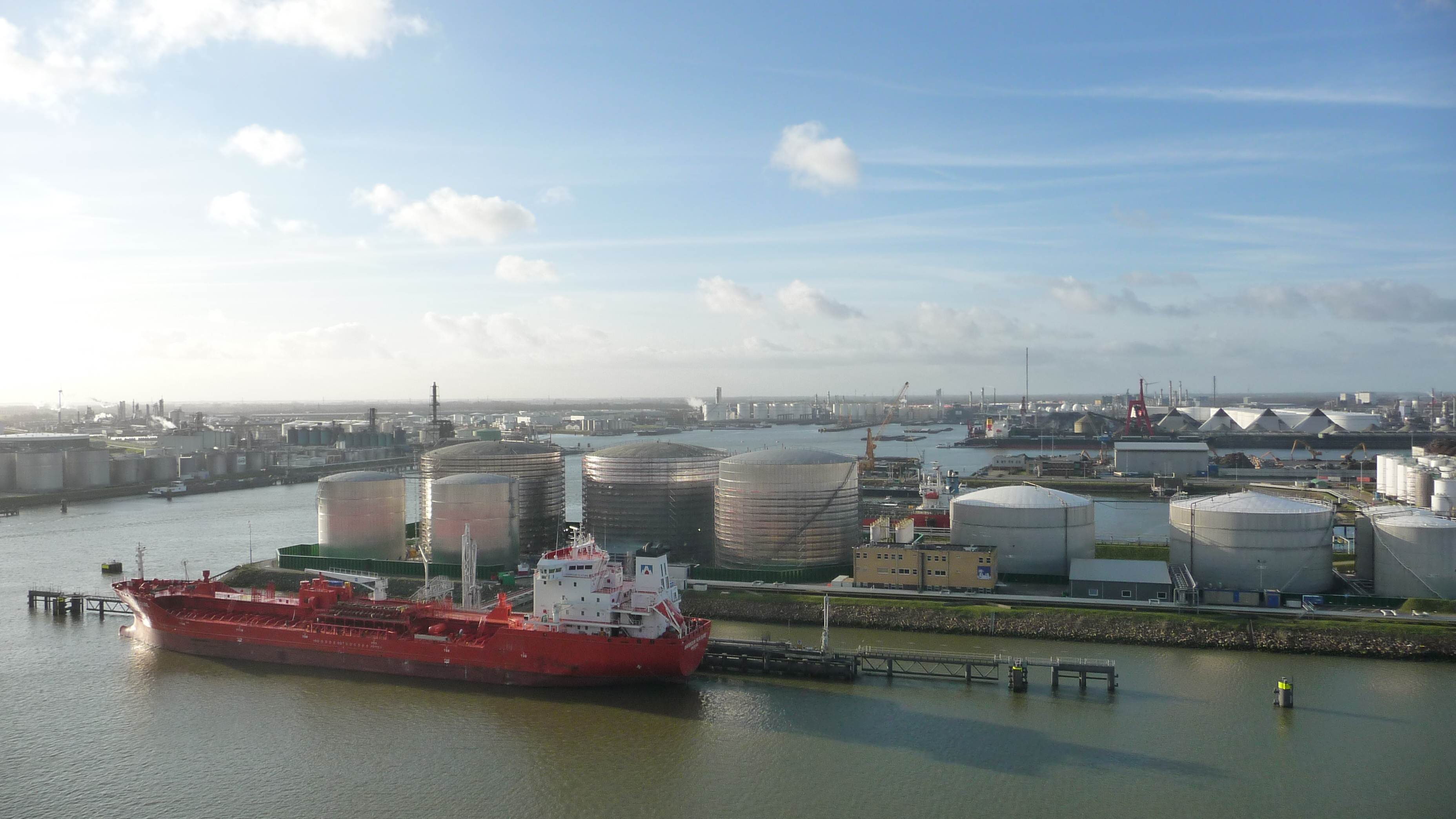
vue aérienne
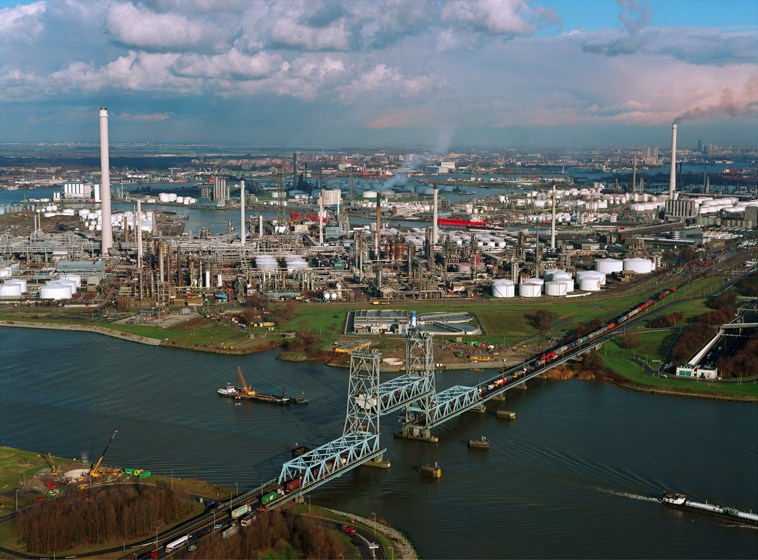
L'ancien pont Botlekbrug réunit Botlek et Pernis
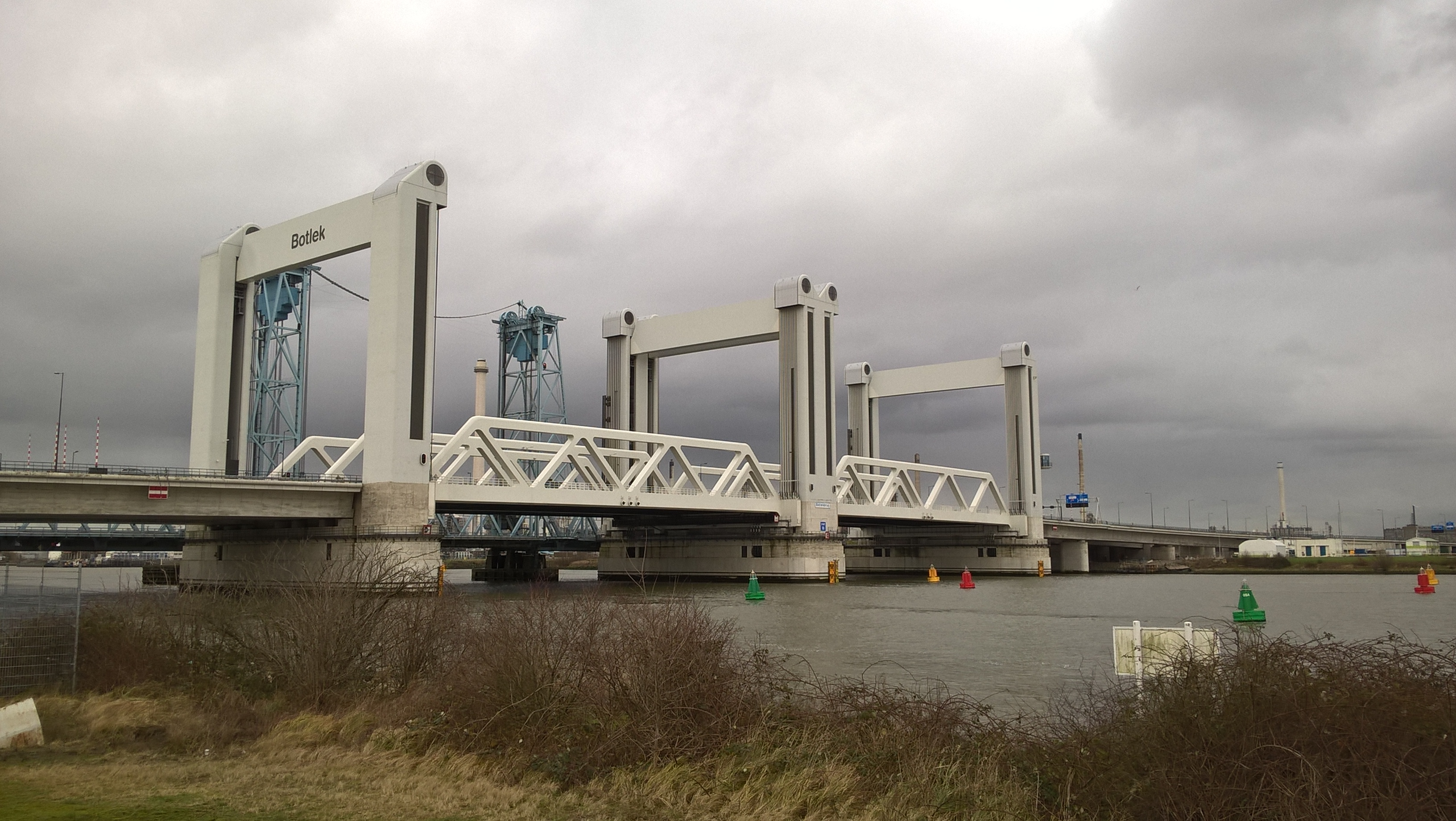
Un nouveau pont levant est mis en service en 2015
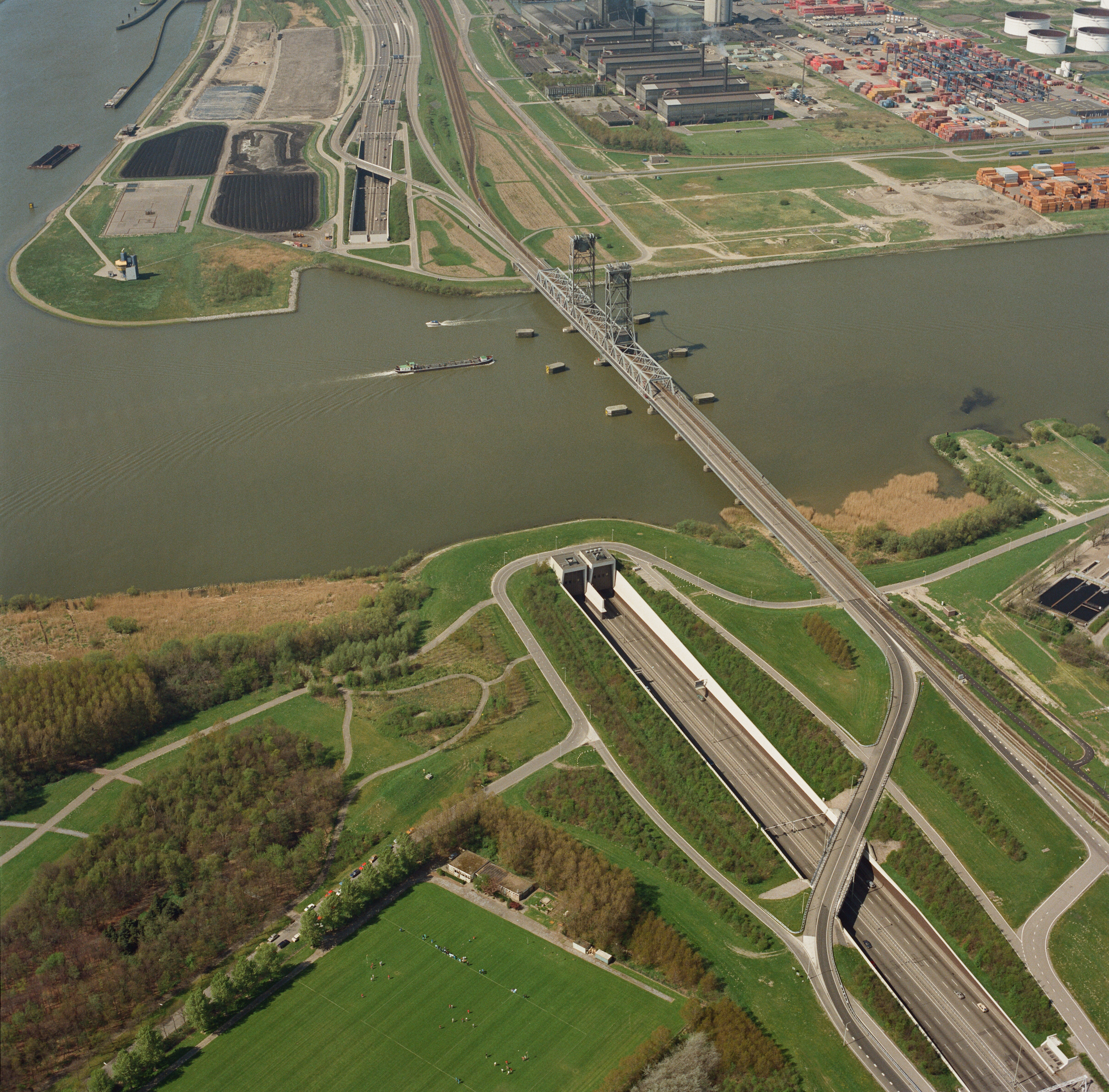
Un tunnel sous la Nouvelle-Meuse à côté du pont

## Plan des infrastructures portuaires de Rotterdam
| Botlek Port du Lek Rijnhaven (Rotterdam) Achterhaven (Rotterdam) Port du Waal Nouvelle Meuse Seinehaven Brittanniëhaven Neckarhaven Canal Hartel Hartelkering Vieille Meuse Scheur Premier port Pétrolier Deuxième port Pétrolier Eemhaven Merwehaven Wijnhaven Oude Haven Haringvliet Port Royal Vulcaanhaven Maashaven |